# Charles K. Johnson

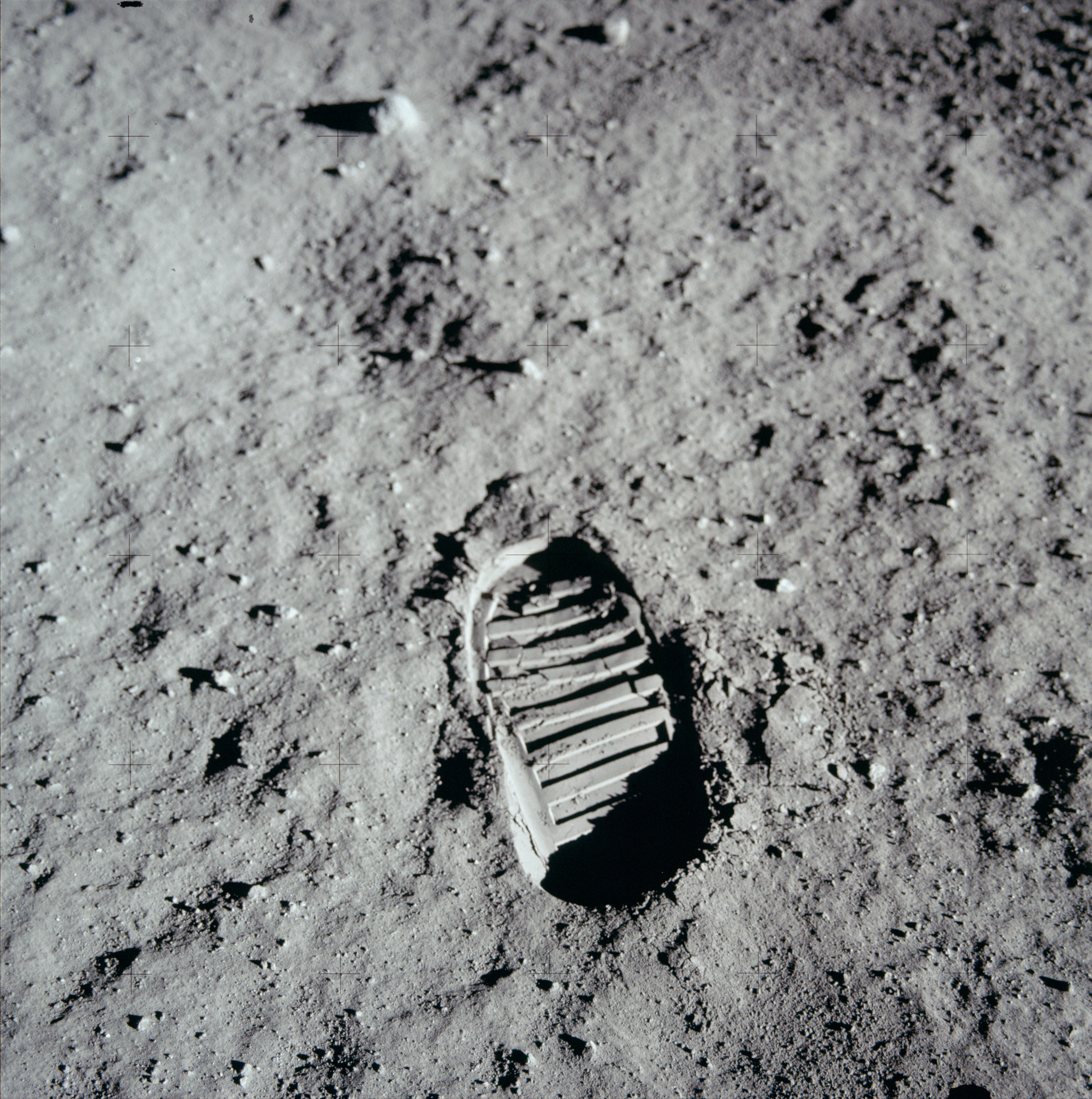
Aldrin lábnyoma a Holdon

Charles Kenneth Johnson (1924. július 24., San Angelo, Texas - 2001. március 19., Lancaster, California) a Lapos Föld Társaság elnöke, aki 1972-től haláláig feleségével együtt irányította a társaságot kaliforniai otthonából. Azt hirdette, hogy az Apollo–11 projekt során végrehajtott holdra szállás és az űrkutatás egésze egy csalássorozat, melynek célja, hogy az embereket eltérítse a bibliai igazságtól, mely szerint a Föld lapos.